# Валовой, Дмитрий Васильевич
Дмитрий Васильевич Валовой (1927—2019) — советский и российский экономист, лауреат Премии Правительства Российской Федерации, публицист.

## Биография
Родился 30 мая 1927 г. в Белореченске в семье бухгалтера железнодорожного депо. Вырос на Кубани на хуторе Некрасов.
В 1944—1951 служил в армии, участник войны (Закавказье, советско-иранская граница).
С 1951 г. экономист, начальник планового отдела, начальник строительно-монтажного управления, заместитель управляющего союзного треста «Азнефтеэлектромонтаж».
Окончил Всесоюзный заочный экономический институт (1953) и аспирантуру по кафедре политической экономии Московского экономико-статистического института (1956).
В 1962—1976 заместитель и первый заместитель главного редактора еженедельника ЦК КПСС «Экономическая газета». В 1976—1992 годах — заместитель, первый заместитель главного редактора газеты «Правда» и член Комитета народного контроля СССР.
С 1997 г. работал в Академии труда и социальных отношений.
Доктор экономических наук, профессор.

### Награды и премии
Лауреат премии Правительства Российской Федерации в области образования за 2001 год — за создание учебника «Политэкономия (история экономических учений, экономическая теория, мировая экономика)» для учебных заведений высшего профессионального образования. Заслуженный деятель науки РФ (2005). Награждён орденами Дружбы народов и «Знак Почёта».

### Семья
Супруга — Генриетта Евгеньевна, также экономист, была дочерью генерал-лейтенанта Е. П. Лапшина, занимавшего различные руководящие посты в структурах НКВД и МГБ СССР.
Дочери: Татьяна — экономист, государственный деятель и международный чиновник, и Мария — экономист.

## Публикации
- Межколхозная и государственно-колхозная кооперация. — М.: Колос, 1977. — 352 с.
- Поиск. — М.: Молодая гвардия, 1985. — 366 с.
- Экономика в человеческом измерении: Очерки-размышления. — М.: Политиздат, 1988. — 383 с. ил.; 20 см; ISBN 5-250-00194-7
- Экономика: взгляды разных лет: Становление, развитие и перестройка хозяйственного механизма. — М.: Наука, 1989. — 452 с. ISBN 5-02-011939-3
- Валовой Д., Валовая М., Лапшина Г. Дерзновение : [Сборник] — М. : Молодая гвардия, 1989. — 314,[2] с. : ил. ISBN 5-235-00730-1
- От застоя к развалу. — М.: Наука, 1991. — 566 с. ISBN 5-02-012006-5
- Тайны Овального зала Кремля. — М.: Правда, 1991. — 176 с.
- Экономика абсурдов и парадоксов: Очерки-размышления. — М.: Политиздат, 1991. — 430,[1] с.; 21 см; ISBN 5-250-01476-3 (В пер.)
- Кремлёвский тупик и Назарбаев. Очерки-размышления. — М.: Молодая гвардия, 1993. — 192 с. ISBN 5-235-02211-4
- Рыночная экономика : Возникновение, эволюция и сущность. — М. : Изд. дом «ИНФРА-М», 1997. — 398,[1] с.; 22 см; ISBN 5-86225-519-2 (В пер.)
- Ослепленные властью: Экономическая повесть. — М.: Республика, 2002. — 510, [1] с., [8] л. ил., цв. ил.; 20 см; ISBN 5-250-01854-8
- От Сталина и Рузвельта до Путина и Буша. — М.: Терра-Книжный клуб, 2007. — 443 с. : ил.; 21 см; ISBN 978-5-275-01426-6 (В пер.)
- Человечество. Вчера, сегодня, завтра. — М.: Терра-Книжный клуб, 2009. — 400 с. ISBN 978-5-275-02034-2
- Реформы. — М.: АТиСО, 2012. — 479 с. ISBN 978-5-93441-334-8
- О чём не думают экономисты: Научная повесть. — М.: Алгоритм, 2017. — 238 с. ил., факс.; 21 см; ISBN 978-5-906947-29-1 : 1000 экз.